# 貴州小春蟲
貴州小春蟲（學名：Vernanimalcula guizhouena）是一種化石，相信是最為古老的兩側對稱動物。它們出土於6億至5.8億年前的地層，只有0.1-0.2毫米闊。由於它們生存於馬林諾冰期末期，故被命名為小春蟲。
貴州小春蟲的化石是在中國贵州省瓮安县陡山沱組地层被發現。陡山沱組地层完好地保存了化石，包括身體的軟體部份及細緻地方。小春蟲是三胚口結構的，有體腔、分隔的食道、口器、肛門、及成對的坑，相信是藏有感覺器官的。
小春蟲的描述充滿爭議。一些學者指它們並非生物，其實是長有磷酸鹽的埋葬人工製品。
貴州小春蟲的發現有重要的意義。動物可能是在較為大型的體型下演化成不同的門。寒武紀大爆發可能只是生物在體型上的增加及發展出能化石化的身體部份的時期。